# 한스 사르페이
한스 아두 사르페이(Hans Adu Sarpei, 1976년 6월 28일 테마~)는 가나의 은퇴한 축구 선수이다.

## 구단 경력
사르페이는 VfL 볼프스부르크에서 6년간 뛰었는데, 그는 그 동안 2004년 2월에 2007년 6월 30일까지 계약하였다. 그는 VfL 볼프스부르크에 2001년 합류하여 130번 출장하였다.
2007년 5월 18일, 사르페이는 바이어 04 레버쿠젠에 자유 이적하였다. 2년 계약서에 서명한 뒤, 사르페이는 독일 키커지에 다음과 같이 인터뷰하였다: "그것은 나에게 좋은 소식이다. 나는 이적에 대해 행복하며 바이어와 함께 다음 시즌에 경기하기를 기대하고 있다."

## 국가대표 경력
사르페이는 가나 축구 국가대표팀의 일원이다. 그에 따라 그는 2006년 FIFA 월드컵과 2010년 FIFA 월드컵에 참석하였다. 그는 2006년과 2010년의 아프리카 네이션스 컵에도 차출되었다.

## 개인사
사르페이는 그가 어렸을 때 부모와 독일로 건너와 생활하였고, 현재 독일 시민권을 소지하고 있다. 그의 형 에드워드는 푸스볼-분데스리가의 1. FC 쾰른 소속이었으며, 현재 BP 보링겐의 선수이다.

## 수상
FC 샬케 04
- DFB-포칼:2010-11
- 독일 슈퍼컵:2011